# Ljustjärnen (Ockelbo socken, Gästrikland, vid Källsjön)
Ljustjärnen är en sjö i Ockelbo kommun i Gästrikland och ingår i Testeboåns huvudavrinningsområde.